# Ruben Ernest Weltsch
Ruben Ernest Weltsch (geboren 10. Februar 1921 in Berlin; gestorben 19. Juli 2011 in New Paltz (New York), Ulster County) war ein US-amerikanischer Historiker und Bibliothekar deutscher Herkunft.

## Leben
Ruben Ernst Weltsch war ein Sohn des Robert Weltsch und der Martha Epstein, die bereits 1930 starb. Er hatte eine Schwester sowie eine Halbschwester aus der zweiten Ehe seines Vaters. Weltsch besuchte ein Gymnasium in Berlin. Nach der Machtübergabe an die Nationalsozialisten 1933 floh die Familie in die Tschechoslowakei, wo er in Brünn seinen Schulbesuch fortsetzte. Ab 1936 besuchte er das Landschulheim Florenz für Emigrantenkinder und erwarb ein Cambridge Certificate. Als in Italien 1938 die Rassengesetze erlassen wurden und die Judenverfolgung auch dort zunahm, gingen sein Vater und seine Schwester nach Palästina und er ging mit einem Studentenvisum in die USA.
Weltsch schlug sich als Hilfsarbeiter durch und besuchte in Teilzeit von 1938 bis 1942 das Amherst College und danach von 1941 bis 1945 die Bibliothekarsschule an der Columbia University. Er arbeitete nun als Bibliothekar in verschiedenen Bibliotheken. Weltsch erhielt 1952 die US-amerikanische Staatsbürgerschaft und heiratete 1953 die US-Amerikanerin Patricia Jacobs, sie haben zwei Kinder. Er studierte ab 1954 Geschichte an der University of Colorado und wurde dort 1961 mit einer Dissertation über Karel Havlíček promoviert. Er arbeitete danach als Bibliothekar an der Rice University. Weltsch wurde 1958 Hochschuldozent für Geschichte und Bibliotheksdirektor an der State University of New York at Stony Brook, er konzentrierte sich ab 1972 auf seine Lehrverpflichtungen als Associate Professor. 1986 wurde er emeritiert.
Weltsch engagierte sich in der Czechoslovak History Conference (CHC) und war zeitweise ihr Präsident. Er schrieb Beiträge für ABC-CLIO in den Historical Abstracts. 
Im Ruhestand katalogisierte er die Musikalien an seiner ehemaligen Bibliothek. 

## Schriften (Auswahl)
- The nationalism of Karel Havlíček. University of Colorado, 1956
- Archbishop John of Jenstein (1348–1400) : Papalism, humanism and reform in Pre-Hussite. Paris : The Hague Mouton, 1968